# Rajon
Rajón (rusko in ukrajinsko райо́н, IPA: [raˈjon], azerbajdžansko rajon, belorusko раён, gruzinsko რაიონი: raioni, latvijsko rajons, litovsko rajonas, romunsko in moldavsko raion) je vrsta upravne enote v nekaterih republikah nekdanje Sovjetske zveze. Beseda je francoskega izvora (rayon - dobesedno luč, svetlobni žarek) in opisuje vrsto podnacionalne entitete ali razdelitev mesta. Največkrat jo prevajajo kot okrožje, oziroma distrikt. Rajon je po navadi dva nivoja pod nacionalnim.
V splošnem lahko rajon pomeni tudi sopomenko za območje, področje ali sektor.
Leta 2002 je bilo v Ruski federaciji 1866 zunajmestnih (upravnih) rajonov s povprečno približno 30.000 prebivalci.